# Venturia longipropodeum
Venturia longipropodeum là một loài tò vò trong họ Ichneumonidae.